# Lucien Bély
Pour les articles homonymes, voir Bély.
 (décembre 2016).
Si vous disposez d'ouvrages ou d'articles de référence ou si vous connaissez des sites web de qualité traitant du thème abordé ici, merci de compléter l'article en donnant les références utiles à sa vérifiabilité et en les liant à la section « Notes et références ».
Lucien Bély, né le 2 septembre 1955 dans le 4e arrondissement de Lyon, est un historien moderniste, spécialiste des relations internationales. Il est membre de l'Institut de France.

## Biographie

### Formation
Ancien élève de l'École normale supérieure de la rue d'Ulm (promotion 1974), il obtient l'agrégation d'histoire en 1977. À sa sortie de l'ENS, il devient pensionnaire de la Fondation Thiers puis attaché de recherche au CNRS (1981-84). En 1987, il obtient son doctorat ès lettres sur le sujet Diplomates et diplomatie autour de la paix d'Utrecht (1713), sous la direction de Daniel Roche.

### Carrière universitaire
Il enseigne d'abord en école normale (à Évreux puis à Cergy). Il est élu maître de conférences à l'université Lille III (1988) puis professeur (1989-1992) et premier vice-président (1991-1992). Il est alors élu professeur à l'université Paris XII (1992-1997), où il dirige le département d'histoire de 1993 à 1997. En 1997, il est élu professeur à l'université Paris-IV, poste qu'il occupe toujours actuellement. Il appartient au Centre Roland Mousnier (UMR 8596 du CNRS).
Il a également des responsabilités dans des associations et sociétés savantes : secrétaire général de l'Association des historiens modernistes des universités françaises (1998-2008), il en devient le président en 2008. Il est membre du conseil de la Société de l'histoire de France, qu'il a également présidée en 2008.
Il est directeur de plusieurs collections universitaires, entre autres codirecteur de la collection « Le nœud gordien » aux Presses universitaires de France (PUF).
Il est membre de l’Académie des sciences morales et politiques, élu en 2023 au fauteuil no 5 de la section d'histoire et géographie, à la place de l'historien Philippe Levillain.
Apport à la science historique : Lucien Bély est un précurseur de l'histoire diplomatique à l'époque moderne en France. Alors qu'une histoire des relations internationales pour la période contemporaine était plus en vogue dans l'étude historique française (Jean-Baptiste Duroselle, Histoire diplomatique de 1919 à nos jours) ou en Grande-Bretagne ( Gareth Mattingly, Renaissance Diplomacy). Lucien Bély lui adopte une approche qui va finir par faire école, elle consiste à s'intéresser n'ont pas à l'évènement d'un traité en lui-même, mais comment un traité comme celui de 1713 a-t-il pu être mis en place et ratifié. Il se concentre notamment sur les acteurs "secondaires" des négociations tels les ambassadeurs longtemps invisibilisés par les princes dans les études historiques notamment au XIXe siècle.

### Conseiller ministériel
Pendant le troisième gouvernement de Jean-Pierre Raffarin, il est nommé conseiller aux sciences humaines et sociales au cabinet de François Fillon, ministre de l'Éducation nationale, de l'Enseignement supérieur et de la Recherche (2004-2005).

## Décorations
- Chevalier de la Légion d'honneur (2006)[7]
- Officier de l'ordre national du Mérite (2023)[8]
- Officier de l'ordre des Palmes académiques

## Publications
- Espions et Ambassadeurs au temps de Louis XIV, Paris, Fayard, 1990, 905 p.  (ISBN 2213024464) ;
- Histoire de France, Paris, Éditions Jean-Paul Gisserot, 1999, 251 p.  (ISBN 2-87747-450-X) / 960-086-3
- Les Relations internationales en Europe : XVIIe et XVIIIe siècles, Paris, PUF, 2007 (1992), 773 p. (manuel)  (ISBN 2130562949) ;
- La France moderne (1488–1789), Paris, PUF, 2003 (1994), 686 p. (manuel)  (ISBN 2130538444) ;
- (dir.), Dictionnaire de l'Ancien Régime, Paris, PUF, 2010 (1996), 1408 p.  (ISBN 2130584225) ;
- Françoise Autrand, Lucien Bély et Isabelle Richefort (dir.), L'Invention de la diplomatie : Moyen Âge–Temps modernes (dir.), Paris, PUF, 1998, 376 p.  (ISBN 2130492908) ;
- La Société des princes (XVIe – XVIIe siècle), Paris, Fayard, 1999, 651 p.  (ISBN 2702839959) ;

- Prix Joseph-du-Teil 2000 de l’Académie des sciences morales et politiques.
- (dir.), L'Europe des traités de Westphalie. Esprit de la diplomatie et diplomatie de l'esprit, Paris, PUF, 2000, 615 p.  (ISBN 2130499643) ;
- Lucien Bély et Thierry Claeys (dir.), La Présence des Bourbons en Europe, Paris, PUF, 2003, 432 p.  (ISBN 2130537464) ;
- Louis XIV, le plus grand roi du monde, Paris, Éditions Gisserot, 2005, 280 p.  (ISBN 287747772X) ;
- L'Art de la paix en Europe. Naissance de la diplomatie moderne XVIe – XVIIIe siècles, Paris, PUF, 2007, 745 p.  (ISBN 2130553656) Prix Thiers ;
- La France au XVIIe siècle. Puissance de l'État, Contrôle de la société, Paris, PUF, PUF, 2009, 864 p. (manuel)  (ISBN 2130558275) ;

- Prix Madeleine-Laurain-Portemer 2009 de l'Académie des sciences morales et politiques (et pour l'ensemble de son œuvre)
- Lucien Bély et Géraud Poumarède (dir.), L'Incident diplomatique XVIe – XVIIIe siècles, Paris, A. Pedone, 2010, 416 p.  (ISBN 2233005929) ;

Depuis 1997, il coordonne la troisième livraison de la Revue d'histoire diplomatique. Il est également l'auteur de plusieurs livres de voyages (Rome, le Mont-Saint-Michel, les Cathares).